# Garryaceae
Famille
Classification APG III (2009)

## Étymologie
Le nom vient du genre type Garrya, donné par le botaniste David Douglas  en hommage à Nicholas Garry (en) (1782–1856), commerçant britannique pour la Compagnie de la Baie d'Hudson (Canada)..

## Classification
La famille botanique des Garryaceae (Garryacées) regroupe des plantes dicotylédones. 
- En classification classique de Cronquist (1981)[2], et aussi dans la classification phylogénétique APG (1998)[3], cette famille ne comprenait qu'un seul genre, Garrya.

- La classification phylogénétique APG II (2003)[4] offre deux options :
  - stricto sensu : seulement Garrya
  - lato sensu : Aucuba et Garrya

- APWebsite [22 dec 2006] accepte le cas lato sensu. La famille comprend alors :
  - Garrya : 13 espèces, des arbres ou des arbustes à feuilles persistantes, originaires du sud-est des États-Unis, d'Amérique centrale et des Antilles.
  - Aucuba : 3 espèces (?) des arbustes originaires d'Asie centrale et du Japon.

En classification phylogénétique APG III (2009), qui n'a jamais recours à des familles optionnelles, seule la version lato sensu est reconnue.
La classification phylogénétique APG III (2009) inclut dans cette famille les genres précédemment placés dans la famille Aucubaceae. Le genre Aucuba pour être précis.

## Liste des genres et espèces
Selon World Checklist of Selected Plant Families (WCSP) (2 Jul 2010), Angiosperm Phylogeny Website (2 Jul 2010) et NCBI (2 Jul 2010) (Plus conformes à APGIII puisqu'ils incorporent le genre Aucuba anciennement dans Aucubaceae) :
- Aucuba Thunb. (1783)
- Garrya Douglas ex Lindl. (1834)

Selon DELTA Angio (2 Jul 2010) et ITIS (2 Jul 2010) :
- genre Garrya Dougl. ex Lindl.

## Liste des espèces
Selon World Checklist of Selected Plant Families (WCSP) (2 Jul 2010) :
- genre Aucuba Thunb. (1783)
  - Aucuba albopunctifolia F.T.Wang (1949)
  - Aucuba chinensis Benth. (1861)
  - Aucuba chlorascens F.T.Wang (1949)
  - Aucuba confertiflora W.P.Fang & Soong, J. Sichuan Univ. (1982)
  - Aucuba eriobotryifolia F.T.Wang (1949)
  - Aucuba filicauda Chun & F.C.How (1958)
  - Aucuba himalaica Hook.f. & Thomson (1855)
  - Aucuba japonica Thunb. (1783)
  - Aucuba obcordata (Rehder) K.T.Fu ex W.K.Hu & Soong (1981)
  - Aucuba robusta W.P.Fang & Soong, J. Sichuan Univ. (1982)
- genre Garrya Douglas ex Lindl. (1834)
  - Garrya buxifolia A.Gray (1868)
  - Garrya congdonii Eastw. (1903)
  - Garrya corvorum Standl. & Steyerm., Publ. Field Mus. Nat. Hist. (1943)
  - Garrya elliptica Douglas ex Lindl. (1834)
  - Garrya fadyenia Hook. (1840)
  - Garrya flavescens S.Watson (1873)
  - Garrya fremontii Torr., Pacif. Railr. Rep. Parke (1857)
  - Garrya glaberrima Wangerin (1910)
  - Garrya grisea Wiggins (1933)
  - Garrya laurifolia Benth. (1839)
  - Garrya longifolia Rose (1903)
  - Garrya ovata Benth. (1839)
  - Garrya salicifolia Eastw. (1903)
  - Garrya veatchii Kellogg (1873)
  - Garrya wrightii Torr., Pacif. Railr. Rep. Parke (1857)

Selon NCBI (2 Jul 2010) :
- genre Aucuba
  - Aucuba chinensis
  - Aucuba eriobotryifolia
  - Aucuba himalaica
  - Aucuba japonica
  - Aucuba omeiensis
- genre Garrya
  - Garrya elliptica
  - Garrya ovata